# Shona (taal)
Shona (Shona: ChiShona) is een groep van talen die wordt gesproken in Zuidelijk Afrika, met name Zimbabwe. De term wordt gebruikt om de taal aan te duiden die Bantoe-stammen (onder andere de Shona) in Zuidelijk Afrika spreken. Het totale aantal sprekers van Shona is ten minste 7.000.000 (UBS, 1990). Shona als zodanig is een officiële taal van Zimbabwe, samen met Ndebele en Engels. Andere talen die in Zimbabwe worden gesproken zijn Venda, Nambya, Shangaan, Kalanga, Suthu en Tsonga. In Zimbabwe zijn er zo'n 6.225.000 (SIL 1989) Shonasprekers, meer dan 80% van de bevolking. Shona wordt ook gesproken door een substantieel aantal inwoners van Mozambique. Andere landen waar relatief veel Shonasprekers wonen zijn Zambia met ongeveer 30.222, en Botswana met 11.000.
Shona kent een geschreven standaard met een gecodificeerde orthografie en grammatica. Het wordt onderwezen op school, maar is niet het algemene medium voor onderwijs in andere vakken. Het wordt ook gebruikt in literatuur, de media en wordt beschreven in een- en tweetalige woordenboeken (voornamelijk Shona - Engels).
Shona is lid van een grotere familie van Bantoetalen. In Guthrie's classificatie in zones van Bantoetalen, geeft zone S10 het dialect continuüm aan dat gewoonlijk Shona wordt genoemd, omvattend:
- Karanga, Zezuru, Manyika, Korekore, Nambya en Ndau, gesproken in Zimbabwe;
- Tawara, Tewe en Ndau in Mozambique; en
- Ikalanga in Botswana.

Shonasprekers zijn waarschijnlijk in het huidige Zimbabwe gekomen tijdens de grote Bantoe-expansie.
De term 'shona' wordt ook gebruikt voor de beeldhouwkunst uit Zimbabwe, waarbij vooral serpentijnsteen bewerkt wordt.